# 18 Anos Sem Sucesso
18 Anos sem Sucesso é o quarto e último álbum de estúdio da banda brasileira Joelho de Porco, lançado em 1988 pela gravadora Eldorado..
A formação do Joelho de Porco neste disco foi composta por Tico Terpins, Zé Rodrix, Próspero Albanese e David Zingg, que constam nos créditos do disco como produtores..

## Lista de faixas
| Lado A |                                                       |                                                                                         |         |  |
| N.º    | Título                                                | Compositor(es)                                                                          | Duração |  |
| 1.     | "18 Anos sem Sucesso"                                 | Jotinha/Tico Terpins/Zé Rodrix/Próspero Albanese/David Zingg                            | 03:20   |  |
| 2.     | "Mariquinha, Maricota"                                | Tico Terpins/Zé Rodrix/Próspero Albanese/David Zingg                                    | 03:21   |  |
| 3.     | "Flipper"                                             | Henry Vars/Dunham (Versão por Tico Terpins/Zé Rodrix/Próspero Albanese/David Zingg)     | 02:36   |  |
| 4.     | "O Homem que eu amo (The Man I love)"                 | George e Ira Gershwin (Versão por Tico Terpins/Zé Rodrix/Próspero Albanese/David Zingg) | 03:08   |  |
| 5.     | "Mamãe, Mamãe"                                        | Herivelto Martins/David Nasser                                                          | 03:06   |  |
| 6.     | "Rebelião no Carandirú (Riot In Cell Block Number 9)" | M. Stollen/J. Lyibre (Versão por Tico Terpins/Zé Rodrix/Próspero Albanese/David Zingg)  | 02:56   |  |

| Lado B |                                                           |                                                                                              |         |  |
| N.º    | Título                                                    | Compositor(es)                                                                               | Duração |  |
| 1.     | "Enquanto Você Pisa Ni Mim (You Really Go To Hold On Me)" | Robinson (Versão por Tico Terpins/Zé Rodrix/Próspero Albanese/David Zingg)                   | 02:54   |  |
| 2.     | "Se Eu Me Apaixonar (When I Fall In Love)"                | Victor Young/Edward Heyman (Versão por Tico Terpins/Zé Rodrix/Próspero Albanese/David Zingg) | 02:47   |  |
| 3.     | "The Savers"                                              | Perry/Kingsley                                                                               | 02:38   |  |
| 4.     | "No Céu Não Tem Cerveja"                                  | R. M. Siegel/E. Neubach (Adap. por Joelho de Porco)                                          | 02:28   |  |
| 5.     | "De Véu e Grinalda"                                       | Tico Terpins/Leon Cakoff                                                                     | 02:35   |  |
| 6.     | "Twist de Branco"                                         | João Roberto Kelly                                                                           | 02:13   |  |
| 7.     | "Boeing 723897"                                           | Tico Terpins                                                                                 | 02:57   |  |

## Ficha técnica
- Alberto Pinchas Jaffé: violino
- Amilson Teixeira de Godoy (Tuca): vocais, backing vocals
- Antonio Felix Ferrer: violino
- Antonio Paulo Bellinati: guitarra elétrica
- Arlindo Bonadio: trombone
- Audino Eliseo Nunez Aparicio: violino
- Caetano Domingos Finelli: violino
- Carlinhos: coral
- Cidinha: coro
- Clóvis: coral
- Demétrius Santos Lima (Demétrius): sax alto, clarinete, flauta inc, piccolo
- Dirceu Simões de Medeiros: bateria
- Donizetti Aparecido Lopes Fonseca: trombone baixo
- Dourival Auriani: piston
- Edgar Batista dos Santos (Capitão): piston
- Edson José Alves: guitarra elétrica
- Eduardo Pecci (Lambari): sax alto, clarinete
- Elias Slon: violino spalla
- Estela Cerezo Ortiz: viola
- Faúdi: coral
- Gabriel: baixo elétrico
- German Wajnrot (Germano): violino (arregimen.)
- Izidoro Longano (Bolão): sax tenor, clarinete, flauta
- John Walter Splinder: violino
- Jorge Gilberto Izquerdo: violino
- Jorge Henrique da Silva (Jorginho Cebion): percussão geral
- Jota: teclado emulator III
- Julio Cerezo Ortiz: cello
- Luiz de Andrade (Boneka): guitarra baixo
- Manoel Marques: guitarra portuguesa
- Marcelo Jaffé: viola
- Maria Vischnia Bouvet: violino
- Mário Sérgio Rocha: trompa
- Meio Duro: coro
- Meio Mole: coro
- Michael Kenneth Alpert: trompa
- Michel Verebes: viola
- Nadir: coral
- Odésio Jericó da Silva (Jericó): piston
- Paulinho: coro
- Pedro Ivo Lunardi (Pedrão): baixo elétrico
- Rafael Galhardo: sax barítono, clarinete
- Ringo: coral
- Rita: coro
- Riverte de Oliveira Santos (Lik): sax tenor
- Robert John Suetholz: cello
- Sebastião José Gilberto (Butina): piston
- Sérgio Antonio Porto (Sérgio Porto): percussão geral
- Settimo Paioletti: piston
- Severino Gomes da Silva (Bill): trombone
- Silvinha: coral
- Tânia Camargo Guarnieri: violino
- Walmir de Almeida Gil (Gil): piston
- Zygmunt Stanislaw Kubala: cello
- Walter Ferreira Godinho (Waltinho): sax tenor